# Satyre verseur

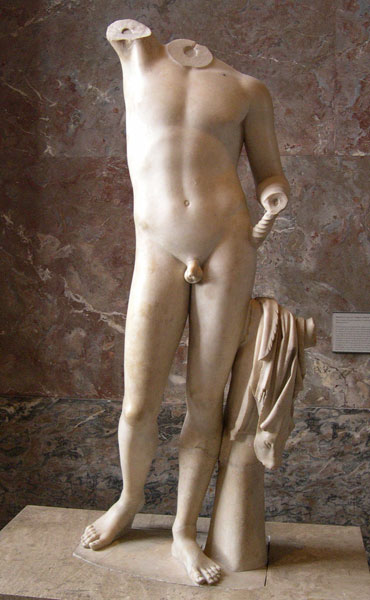
Copie Borghèse du musée du Louvre.

Le Satyre verseur (Satiro versante en italien) est une statue en bronze, une œuvre de jeunesse du sculpteur grec Praxitèle (Athènes, 400-395 avant J.-C. – 326 avant J.-C.), aujourd'hui perdue et connue grâce à des copies.

## Histoire
Il s'agit de la première œuvre connue du sculpteur Praxitèle, considéré comme le plus grand des maîtres de la sculpture grecque classique tardive, datant d'environ 370 av. J.-C. Selon le témoignage de Pausanias le Périégète, l'original se trouvait sur la Via dei Tripods à Athènes.
Aujourd'hui, elle est connue grâce à un grand nombre de copies romaines car, comme toutes les œuvres de Praxitèle, elle jouissait d'une grande renommée dans la Rome antique. Parmi les copies les mieux conservées, figure celle aujourd'hui conservée au musée archéologique régional Antonino-Salinas de Palerme, provenant de la villa romaine de Sora à Torre del Greco, retrouvée lors des fouilles de la période Bourbon. D'autres copies notables se trouvent à l'Altes Museum de Berlin, à l'Albertinum de Dresde, au Palais Altemps à Rome, au musée du Louvre, au British Museum et au Walters Art Museum de Baltimore.

## Description
La statue représente un satyre, reconnaissable grâce à ses oreilles pointues, seul détail qui le distingue d'un éphèbe. Le personnage est représenté avec le bras droit levé en train de verser du vin d'un œnochoé dans le kylix situé en dessous, soutenu par la main gauche abaissée. La tête est inclinée vers l'avant, tandis que les cheveux sont retenus par un taenia et tressés d'une pousse de lierre à corymbes.

## Style
Bien qu'il s'agisse d'une œuvre de jeunesse, elle présente déjà les caractéristiques qui ont fait la renommée de Praxitèle, comme le modelé très fin qui transmet la douceur de la chair, l'attitude et l'expression méditative et rêveuse de la figure, la délicatesse des passages en clair-obscur sur le jeune corps d'homme, en l'occurrence un adolescent très éloigné des jeunes hommes avec les muscles sculptés typiques des sculptures de la génération précédente de Phidias et Polyclète.